# Verisign
Verisign is een Amerikaanse onderneming uit Reston (Virginia) die verantwoordelijk is voor verschillende netwerkinfrastructuren, waaronder twee van de in totaal dertien rootservers, het gezaghebbende register voor de generieke topleveldomeinen .com, .net en .name en de landelijke topleveldomeinen .cc en .tv, alsmede de back-endsystemen voor de topleveldomeinen .jobs en .edu. Daarnaast levert Verisign een reeks beveiligingsservices, zoals beheerde DNS, bescherming tegen DDoS-aanvallen (Distributed Denial of Service) en rapporten over cyberbedreigingen.
In 2010 verkocht Verisign zijn authenticatieactiviteiten voor $1,28 miljard aan Symantec. Deze bedrijfseenheid omvatte de diensten voor SSL (Secure Sockets Layer), PKI (public key infrastructure), Verisign Trust Seal en Verisign Identity Protection (VIP).
Brian Robins, de toenmalige financieel directeur van Verisign, maakte in augustus 2010 bekend dat de onderneming in 2011 van haar oorspronkelijke thuisbasis Mountain View in Californië zou verhuizen naar Dulles in het noorden van Virginia, omdat 95% van de activiteiten van de onderneming zich aan de oostkust van de Verenigde Staten afspeelden.
Verisign geeft tevens sublicenties uit aan andere bedrijven, die licenties getekend door Verisign kunnen verkopen.

## Geschiedenis
Verisign werd in 1995 opgericht als een afsplitsing van RSA Security, een bedrijf dat certificeringsdiensten leverde. De nieuwe onderneming ontving licenties voor belangrijke cryptografiepatenten van RSA en er werd een tijdelijke overeenkomst met een non-concurrentiebeding afgesloten. De nieuwe onderneming was actief als certificeringsinstantie (CA) en had aanvankelijk deze missie: "Vertrouwen leveren voor het internet en de e-commerce door middel van onze producten en diensten voor digitale authenticatie". Voordat de certificeringsactiviteiten in 2010 aan Symantec werden verkocht, had Verisign meer dan 3.000.000 actieve certificaten voor uiteenlopende afnemers in het leger, de financiële dienstverlening en de detailhandel. Hiermee was Verisign de grootste CA voor de coderings- en authenticatieactiviteiten op het internet. De meeste mensen herkennen de uitkomst van een authenticatieprocedure aan het kleine hangslotpictogram dat in de webbrowser wordt weergegeven wanneer ze online winkelen of een beveiligde website bezoeken.
In 2000 nam Verisign het bedrijf Network Solutions over, dat de generieke topleveldomeinen .com, .net en .org beheerde op basis van overeenkomsten met ICANN (Internet Corporation for Assigned Names and Numbers) en het Amerikaanse ministerie van handel. Deze registerbeheerfuncties vormden de basis voor de domeinnaamdivisie van Verisign, die inmiddels het grootste en belangrijkste onderdeel van de onderneming is. In 2003 stootte Verisign de detailhandeltak van Network Solutions (registrarfunctie) af, terwijl de groothandelsactiviteit (het topleveldomeinregister) behouden bleef als de kernactiviteit op het gebied van internetadressering.
Op 9 augustus 2010 nam Symantec voor circa $1,28 miljard de authenticatieactiviteiten van Verisign over, inclusief de SSL-certificeringsdiensten (Secure Sockets Layer), de PKI-diensten (Public Key Infrastructure), de Verisign Trust-diensten, de VIP-authenticatiedienst (Verisign Identity Protection) en een meerderheidsaandeel in Verisign Japan.
Verisign bestaat tegenwoordig uit twee divisies: Naming Services beheert topleveldomeinen en kritieke internetinfrastructuur, terwijl Network Intelligence & Availabity (NIA) diensten levert op het gebied van DDoS-bescherming, beheerde DNS en informatie over bedreigingen.

## Producten en diensten
De kernactiviteit van Verisign is de divisie Naming Services. Deze divisie beheert de gezaghebbende domeinnaamregisters voor twee van de belangrijkste topleveldomeinen van het internet: .com en .net. Verisign is ook de officiële registry operator voor de generieke topleveldomeinen .name en .gov en de landelijke topleveldomeinen .cc (Cocoseilanden) en .tv (Tuvalu). Daarnaast is Verisign de primaire technische onderaannemer voor de topleveldomeinen .edu en .jobs namens de desbetreffende registry operators, die instellingen zonder winstoogmerk zijn. In deze hoedanigheid onderhoudt Verisign de zonebestanden voor deze domeinen en verzorgt Verisign de hosting van de domeinen vanaf de eigen domeinservers. Registry operators zijn als het ware 'groothandelaren' in domeinnamen, terwijl registrars te vergelijken zijn met detailhandelaren, die rechtstreeks met klanten samenwerken om domeinnamen te registreren.
Verisign onderhoudt bovendien twee van de dertien 'rootservers' van het internet. Deze servers worden aangeduid met de letters A tot en met M (Verisign is verantwoordelijk voor de rootservers A en J.) De rootservers staan helemaal boven in de hiërarchie van het Domain Name System, dat ten grondslag ligt aan alle internetcommunicatie. Verder genereert Verisign het wereldwijd erkende hoofdzonebestand, met verantwoordelijkheid voor het verwerken van veranderingen in dit bestand, nadat ICANN hiertoe opdracht heeft gegeven en de veranderingen zijn goedgekeurd door het Amerikaanse ministerie van handel. Aanvankelijk werden veranderingen in de hoofdzone gedistribueerd via de rootserver A, maar tegenwoordig worden ze over alle dertien rootservers gedistribueerd via een afzonderlijk distributiesysteem, dat door Verisign wordt onderhouden. Verisign is de enige van de twaalf rootserverbeheerders die meer dan één rootserver beheert. De rootservers A en J werken op basis van 'anycasting' en niet langer vanuit de eigen datacenters van Verisign. Deze methode vergroot de redundantie en verbetert de beschikbaarheid, zodat het risico van grote problemen bij een storing in één systeem wordt verkleind.

## Wildcard-DNS-controverse Verisign
Op 15 september 2003 introduceerde Verisign een wildcard-DNS-record voor alle .com- en .net-domeinnamen die nog niet door anderen geregistreerd waren. Mensen die naar dergelijke nog niet bestaande domeinen surften met een webbrowser, kwamen op de pagina van Verisign terecht. Dit werd de "Site Finder-dienst" genoemd.
Deze actie veroorzaakte een storm van protest; iedereen die een typefout maakte en bijvoorbeeld www.wikiporndia.net in de webbrowser intikte, kwam niet alleen op de website van Verisign terecht, maar deze informatie werd ook gelogd in de webserverlogs hiervan. Als reactie hierop werd er een versie van BIND (DNS-server-software) uitgebracht, die wildcardrecords voor specifieke domeinen kon uitfilteren. Begin oktober 2003 schakelde Verisign, als gevolg van een ernstige brief van ICANN, Site Finder uit, maar het bedrijf liet open of het de dienst in de toekomst weer zou inschakelen.